# 北鯖江駅
北鯖江駅（きたさばええき）は、福井県鯖江市下河端町にある、ハピラインふくいハピラインふくい線の駅である。

## 歴史
- 1955年（昭和30年）5月1日：国鉄北陸本線の鯖江駅 - 大土呂駅間に新設開業する（旅客駅）[1][2]。
- 1971年（昭和46年）3月25日：荷物の取扱を廃止する[3]。駅員無配置駅となる[4]。
- 1987年（昭和62年）4月1日：国鉄分割民営化により、西日本旅客鉄道の駅となる[5]。
- 2018年（平成30年）9月15日：ICカード「ICOCA」の利用が可能となる[6][7][8][9][10][11]。
- 2024年（令和6年）3月16日：北陸新幹線の金沢駅 - 敦賀駅間開業に伴い、ハピラインふくいの駅となる[12][13][14]。

## 駅構造
島式ホーム1面2線を有する地上駅。線路の東側に開業当初からの駅舎が残り、駅舎とホームは跨線橋で連絡している。跨線橋は駅の裏にも延びており、その部分は「西口」とされている。
無人駅（北陸新幹線敦賀延伸まではJR西日本金沢支社の福井地域鉄道部管理）であるが、ハピラインふくいへの転換前は福井県内で唯一「名誉駅長」（駅近隣に在住する国鉄・JRの退職者が対象）をJR西日本金沢支社が委嘱していた。駅舎に隣接してトイレが設置されている。一部がかさ上げされているホーム上の待合室にICカードチャージに対応した自動券売機がある（駅舎の中にはない）。
駅舎側と「西口」側の2か所にICカード専用の簡易改札機が設置されている。

### のりば
| のりば | 路線                | 方向 | 行先           |
| ------ | ------------------- | ---- | -------------- |
| 1      | ■ハピラインふくい線 | 上り | 武生・敦賀方面 |
| 2      | ■ハピラインふくい線 | 下り | 福井・金沢方面 |

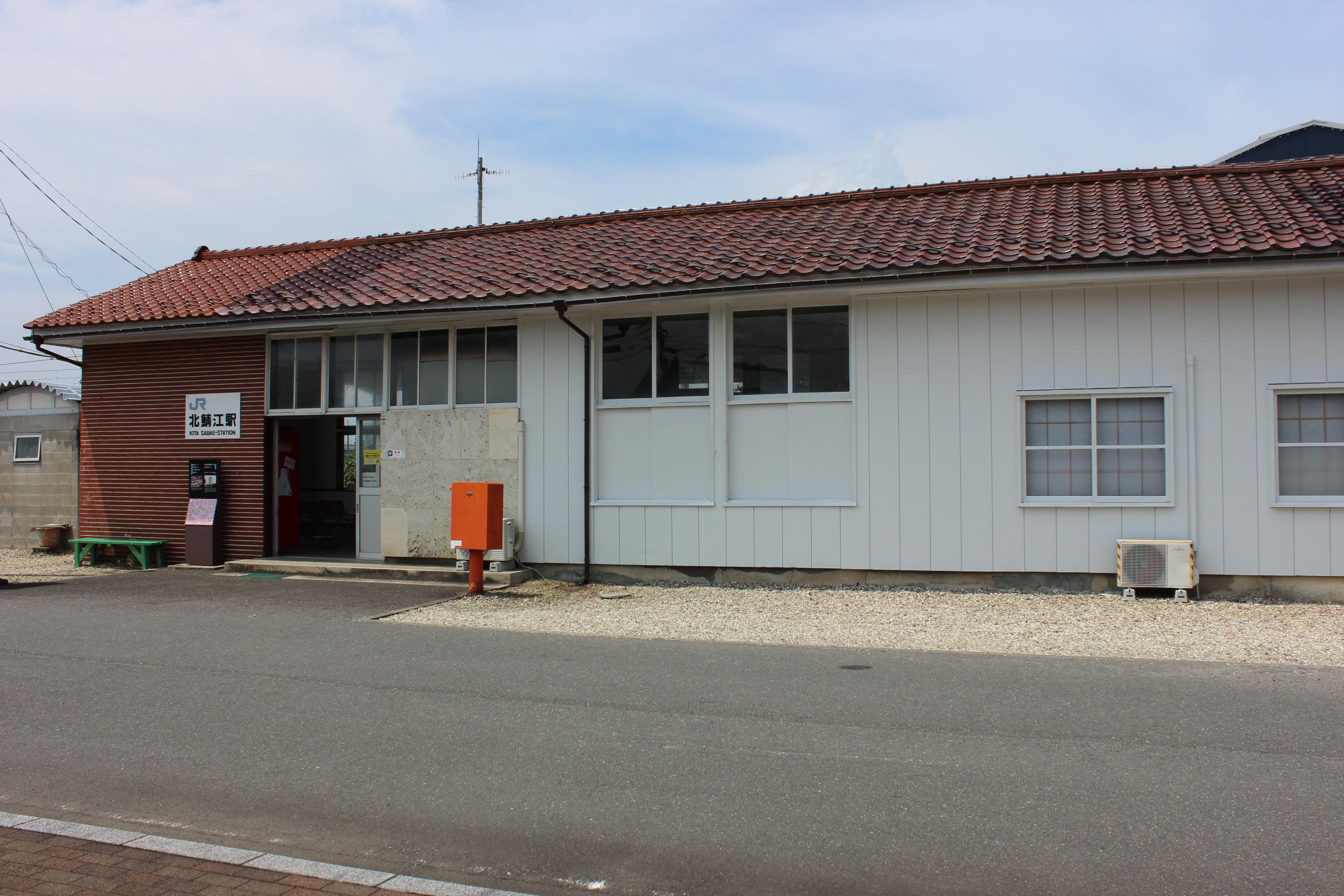
駅舎（東口・JR西日本時代）
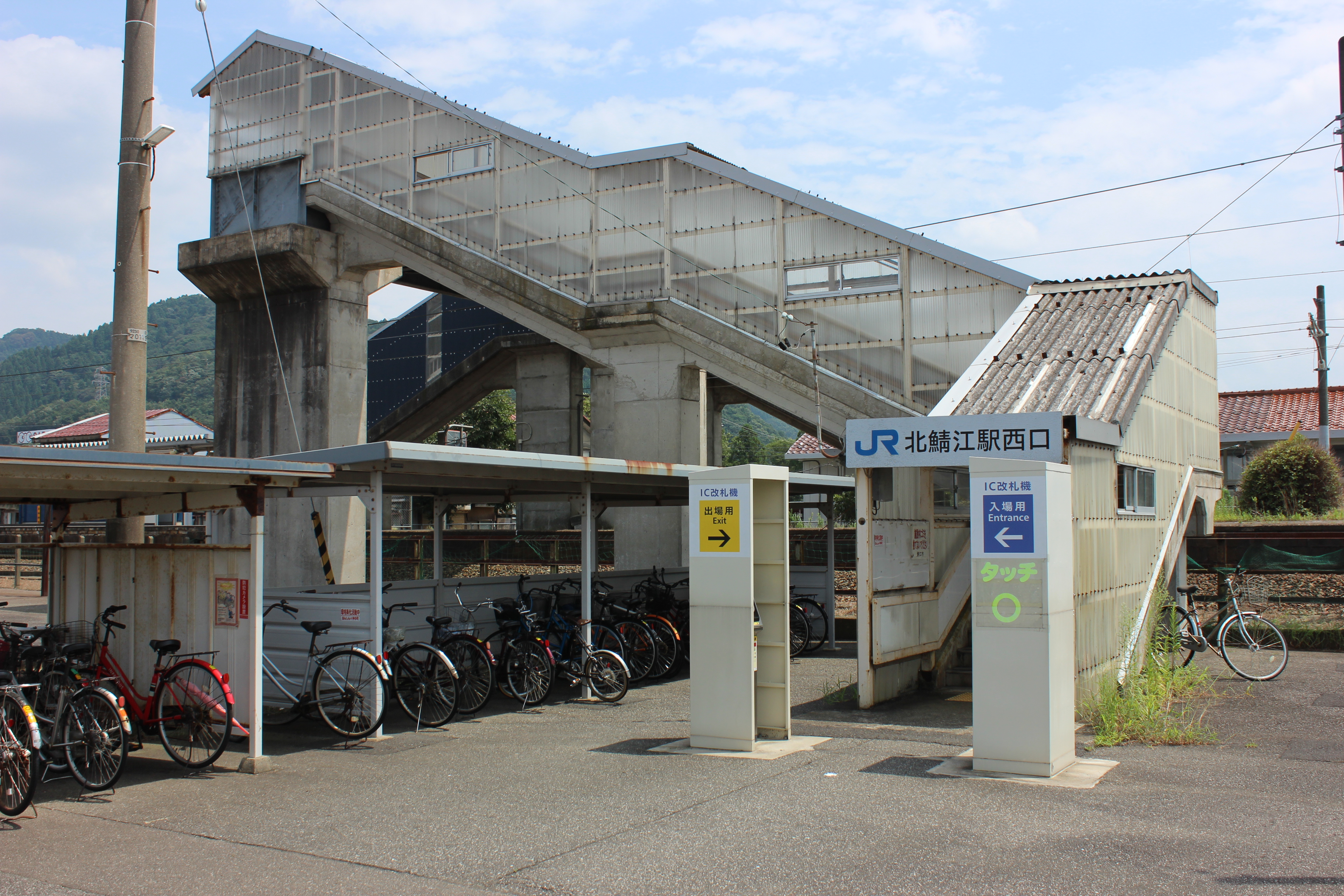
JR西日本時代の西口、ICカード用の改札機が設置されている。

## 利用状況
「福井県統計年鑑」によると、2022年（令和4年）度の1日平均乗車人員は496人である。
近年の1日平均乗車人員は以下の通り。
| 年度   | 1日平均 乗車人員 |
| ------ | ---------------- |
| 1997年 | 363              |
| 1998年 | 371              |
| 1999年 | 365              |
| 2000年 | 416              |
| 2001年 | 412              |
| 2002年 | 401              |
| 2003年 | 367              |
| 2004年 | 355              |
| 2005年 | 363              |
| 2006年 | 367              |
| 2007年 | 365              |
| 2008年 | 406              |
| 2009年 | 401              |
| 2010年 | 411              |
| 2011年 | 428              |
| 2012年 | 424              |
| 2013年 | 449              |
| 2014年 | 471              |
| 2015年 | 467              |
| 2016年 | 477              |
| 2017年 | 518              |
| 2018年 | 526              |
| 2019年 | 514              |
| 2020年 | 432              |
| 2021年 | 463              |
| 2022年 | 496              |

## 駅周辺
駅舎のある東側は住宅地で、小さなロータリーがつく。西側は下記の工場などが立ち並ぶ。両側とも駐輪場と駐車場（有料）があるが、駐車場は西側のほうが広い。
- 東部工業団地
- 北陸自動車道 北鯖江パーキングエリア
- 福井県動物愛護センター
- アル・プラザ鯖江

## バス路線
東口
鯖江市のコミュニティバス「つつじバス」が乗り入れている。
- つつじバス（「北鯖江駅東口」バス停留所）
  - 片上・北中山線：神明駅・公立丹南病院行き
    - ラケット型循環で、「北鯖江駅東口」バス停留所を2度経由する。

西口
福井鉄道（福鉄バス）とつつじバスが乗り入れている。
- 福鉄バス（「北鯖江駅」バス停留所）
  - 鯖浦線（始発）：織田行き、かれい崎行き（平日のみ）
- つつじバス（「北鯖江駅西口」バス停留所）
  - 神明線：神明駅または公立丹南病院発着（循環）

## 隣の駅
ハピラインふくい
■ハピラインふくい線
■快速
通過
■普通
鯖江駅 - 北鯖江駅 - 大土呂駅